# 滋賀県道236号長浜港線
滋賀県道236号長浜港線（しがけんどう236ごう ながはまこうせん）は、滋賀県長浜市を通る一般県道である。

## 概要
長浜港から長浜市港町に至る。
長浜港は竹生島を結ぶ。かつて鉄道が開業する以前の頃は大津市と連絡船で結んでいた。そして現在は、琵琶湖汽船の新航路として、遊覧船ビアンカによる琵琶湖縦走観光クルーズが3時間40分の行程で始まった。

### 路線データ
- 起点：長浜市港町（長浜港）
- 終点：長浜市港町（港町交差点、滋賀県道2号大津能登川長浜線交点）
- 総延長：0.1 km

## 地理

### 通過する自治体
- 長浜市

### 交差する道路
| 交差する道路                                         | 交差する場所 | 交差する場所      |
| ---------------------------------------------------- | ------------ | ----------------- |
| 滋賀県道2号大津能登川長浜線 / 湖岸道路＝さざなみ街道 | 港町         | 港町交差点 / 終点 |

### 沿線
- 長浜港
- 北ビワコホテルグランツィエ
- 勤労者福祉会館臨湖
- 長浜市民プール